# KNM B-5
KNM B-5 – norweski okręt podwodny z okresu dwudziestolecia międzywojennego, jedna z sześciu zbudowanych jednostek typu B. Zwodowany 17 czerwca 1929 roku w krajowej stoczni Karljohansvern w Horten, został przyjęty do służby w marynarce norweskiej 1 października 1929 roku. Podczas kampanii norweskiej w kwietniu 1940 roku jednostka została zdobyta przez Niemców, po czym w listopadzie wcielona do Kriegsmarine pod oznaczeniem UC-1. Jednostka używana była do celów szkoleniowych do marca 1942 roku, a następnie została zezłomowana.

## Projekt i budowa
Po wybuchu I wojny światowej i przejęciu przez Niemcy ostatniej jednostki typu A – A-5 Norwegowie rozpoczęli poszukiwania innych dostawców w celu pozyskania kolejnych okrętów. Pod uwagę brano stocznie brytyjskie, włoskie i amerykańskie, z których zdecydowano się na położoną na terenie neutralnych w tym momencie Stanów Zjednoczonych stocznię Electric Boat, co miało dać gwarancję dostawy okrętów mimo toczących się działań wojennych. Rząd Norwegii w 1915 roku zamówił więc sześć okrętów według projektu EB 406B (EB 64B), bardzo zbliżonego do koncepcji amerykańskich jednostek typu L, które miały powstać w krajowej stoczni w Horten z materiałów dostarczonych z USA. Tocząca się na Atlantyku wojna podwodna spowodowała jednak zatrzymanie dostaw amerykańskich podzespołów i materiałów do Norwegii, a przez to budowa okrętów po położeniu stępek została przerwana. W zamian stocznia usiłowała sprzedać Norwegom sześć nieodebranych przez Rosję z powodu wybuchu rewolucji okrętów typu H, jednak zostały one przejęte przez US Navy. W rezultacie okręty zostały ukończone długo po wojnie, wchodząc do służby w latach 1923–1930 .
KNM B-5 został zbudowany w stoczni Karljohansvern w Horten (numer stoczniowy 116) . Stępkę okrętu położono w grudniu 1925 roku, a zwodowany został 17 czerwca 1929 roku  .

## Dane taktyczno-techniczne
B-5 był okrętem podwodnym konstrukcji jednokadłubowej o długości całkowitej 51 metrów, szerokości 5,33 metra i zanurzeniu 3,5 metra . Wyporność standardowa w położeniu nawodnym wynosiła 420 ton, a w zanurzeniu 545 ton. Okręt napędzany był na powierzchni przez dwa silniki wysokoprężne Sulzer o łącznej mocy 900 KM, a pod wodą poruszał się dzięki dwóm silnikom elektrycznym o łącznej mocy 700 KM (zarówno silniki Diesla, jak i elektryczne wyprodukowano w Horten). Dwa wały napędowe poruszające dwoma śrubami zapewniały prędkość 14,5 węzła na powierzchni i 10,5 węzła w zanurzeniu . Zapas paliwa wynosił 19 ton . Zasięg wynosił 2900 Mm przy prędkości 9 węzłów w położeniu nawodnym i 150 Mm przy prędkości 3 węzłów w zanurzeniu . Dopuszczalna głębokość zanurzenia wynosiła 60 metrów .
Okręt wyposażony był w cztery dziobowe wyrzutnie torped kalibru 450 mm z łącznym zapasem sześciu torped . Uzbrojenie artyleryjskie stanowiło pokładowe działo przeciwlotnicze Bofors kal. 76 mm L/28 .
Załoga okrętu składała się z 23 oficerów, podoficerów i marynarzy.

## Służba

### Marynarka norweska
Po ukończeniu, 1 października 1929 roku KNM B-5 został przyjęty do służby w marynarce wojennej  . Okręt wraz z bliźniaczymi jednostkami B-1, B-2, B-3, B-4 i B-6 operował na Morzu Północnym. W chwili rozpoczęcia II wojny światowej okręt był już przestarzały . W momencie ataku Niemiec na Norwegię w kwietniu 1940 roku okręt stacjonował w Kristiansand . W wyniku desantu sił niemieckich B-5 został zdobyty w bazie Marvika 11 kwietnia 1940 roku .

### Kriegsmarine
Po przeprowadzeniu remontu jednostkę wcielono do służby w Kriegsmarine pod oznaczeniem UC-1 20 listopada 1940 roku  . Pierwszym niemieckim dowódcą okrętu został Kapitänleutnant Wilhelm Kiesewetter . W maju 1941 roku dowództwo UC-1 objął Kptlt. Georg Lange . Od czerwca 1941 roku do końca służby jednostka była wykorzystywana jako okręt szkolny w U-Abwehrschule w Gotenhafen . Pomiędzy październikiem a listopadem 1941 roku dowódcą okrętu był Oberleutnant zur See Otto Wollschläger, a następnie dowodzenie powróciło w ręce Georga Lange . Jednostka została wycofana ze służby 28 marca 1942 roku i następnie złomowana .